# Stop Newtona
Stop Newtona – niskotopliwy stop metali o składzie wagowym:
- bizmut 50%
- ołów 31,2%
- cyna 18,8%

Jego temperatura topnienia wynosi 96–97 °C. 
Zastosowania: dentystyka, modelarstwo, mechanika i odlewnictwo precyzyjne. Jest bezpieczniejszą (nie zawiera kadmu) alternatywą dla stopu Lipowitza do wykonywania osłon przed promieniowaniem podczas radioterapii
Odkrywcą tego stopu jest Isaac Newton. 
Znany jest też inny niskotopliwy stop określany mianem stopu Newtona, który zawiera ołów, bizmut i kadm w stosunku wagowym 7:4:1 i topi się on w temperaturze 95 °C.